# Buenavista (Santa Cruz de Tenerife)
Buenavista  es un barrio de la ciudad de Santa Cruz de Tenerife (Canarias, España) que se encuadra administrativamente dentro del distrito de Salud-La Salle, siendo además donde se ubica la sede del mismo.
En este barrio se encuentra la Casa Mascareño, declarada Bien de Interés Cultural con la categoría de monumento en 2008.

## Características
El barrio de Buenavista queda delimitado de la siguiente manera: desde su vértice sur situado en la confluencia de la avenida de las Islas Canarias con la avenida de Venezuela, sigue el límite por el eje de esta última avenida hacia el norte hasta la calle del Doctor Salvador Pérez Luz, Paralela. Desde aquí toma dirección este por el eje de esta calle hasta el entronque con la calle de Benahoare. De aquí sigue en línea recta hacia el este hasta el cauce del barranco de Santos, que continúa cauce abajo hasta el puente de Zurita. Desde el puente el límite sigue hacia el suroeste por la trasera de las edificaciones entre la avenida de las Islas Canarias y la calle del Pintor Ribera, y entre esta última y la calle de Zurbarán hasta llegar a la avenida de Bélgica. Desde este punto, el límite del barrio continúa por esta avenida hacia el oeste hasta el punto de partida.
En este barrio se ubica el Centro de Salud Barrio de la Salud que cubre la sanidad pública de barrios como Cruz del Señor, El Perú, La Salud, Uruguay, Salamanca, Buenavista, etc. 
Buenavista cuenta con una plaza pública (Plaza Mascareño), un parque infantil, varias entidades bancarias, una farmacia y diversos comercios concentrados sobre todo en las avenidas de las Islas Canarias y Venezuela. Aquí se encuentra también una Oficina de Empleo.

## Historia
El barrio de Buenavista comienza a surgir a finales del siglo xix, desarrollándose sobre todo en las primeras décadas del xx.

## Demografía
| Año        | 2005  | 2006  | 2007  | 2008  | 2009  | 2010  |
| ---------- | ----- | ----- | ----- | ----- | ----- | ----- |
| Habitantes | 2.810 | 4.304 | 4.233 | 4.269 | 4.232 | 4.235 |

## Transporte público
En el barrio se encuentra la parada de la línea 1 del Tranvía de Tenerife denominada Puente Zurita.
| Línea | Origen      | Destino    |
| ----- | ----------- | ---------- |
|       | La Trinidad | Santa Cruz |

En guagua queda conectado mediante las siguientes líneas de Titsa: 
| Línea | Trayecto                                                        | Recorrido     |
| ----- | --------------------------------------------------------------- | ------------- |
| 014   | Santa Cruz - La Laguna (por La Cuesta)                          | Horario/Línea |
| 026   | Santa Cruz - La Laguna (por Barrio La Salud y Finca España)     | Horario/Línea |
| 228   | Santa Cruz - Los Campitos (por La Cuesta)                       | Horario/Línea |
| 904   | Plaza Weyler - Puente Zurita - Bº La Salud - Vuelta Los Pájaros | Horario/Línea |
| 906   | Intercambiador - Bº La Salud (Cuesta de Piedra)                 | Horario/Línea |
| 911   | Muelle Norte - Ofra (Las Retamas)                               | Horario/Línea |

## Lugares de interés
- Casa Mascareño (BIC)
- Plaza Mascareño
- Avenida de las Islas Canarias

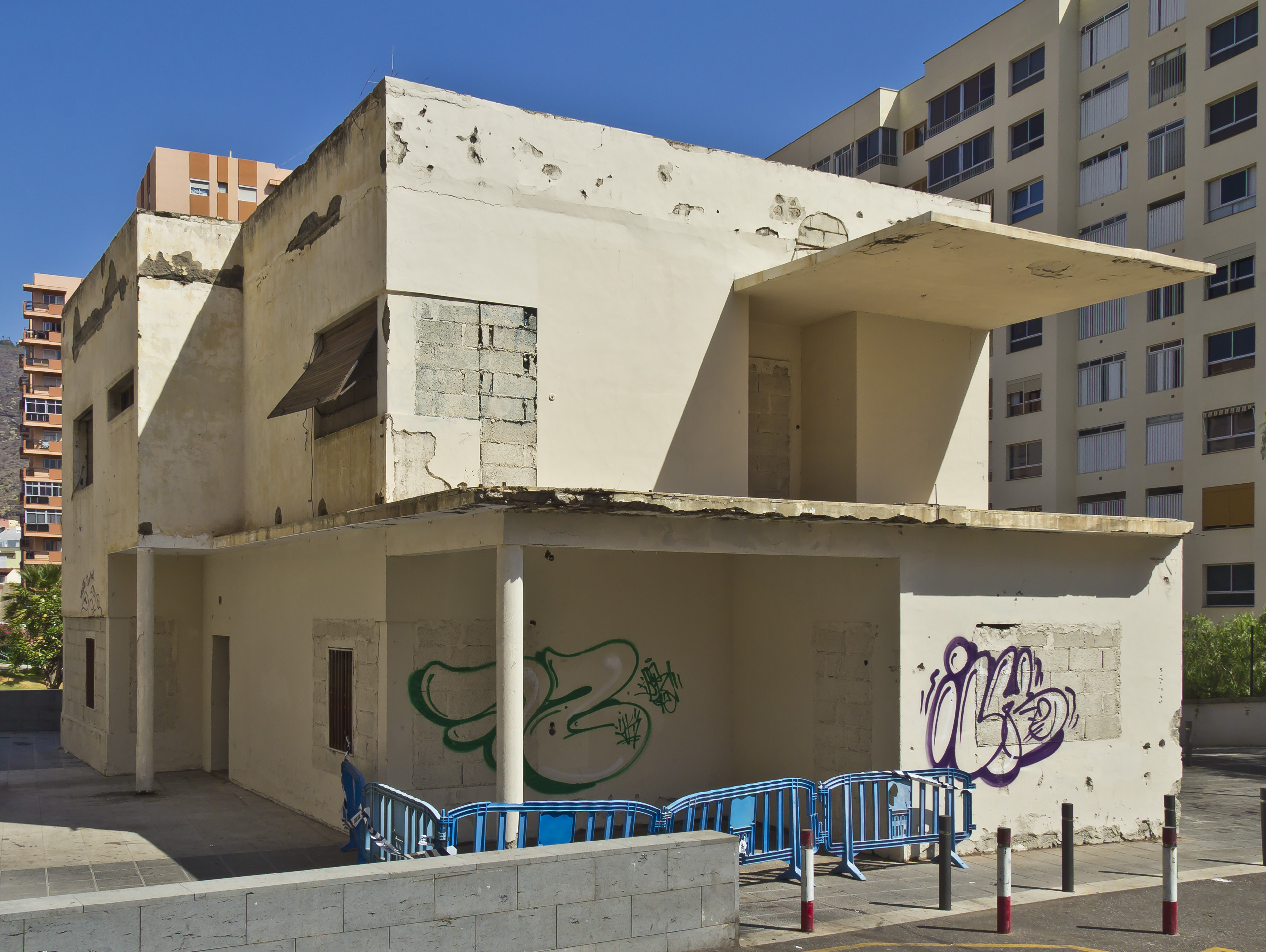
Casa Mascareño en su estado de abandono.

- Centro de Salud Barrio de La Salud
- Oficina del Distrito Salud-La Salle
- Oficina de Empleo[5]
- Pensión Padrón*